# Little Girl Lost
Little Girl Lost este episodul 91 al serialului american Zona crepusculară. Episodul prezintă povestea unei fetițe care a trecut accidental printr-un portal într-o altă dimensiune. Acesta este bazat pe o scurta povestire publicată în 1953 de Richard Matheson. A fost difuzat pe 16 martie 1962 pe CBS.

## Intriga
Soții Chris și Ruth Miller sunt treziți de plânsetul fiicei lor, Tina. Când Chris intră în camera copilului, acesta nu o găsește pe aceasta nici în pat, nici sub pat, deși strigătele de ajutor ale fetiței par să vină din interiorul camerei. Chris o cheamă pe Ruth în cameră, iar acesta este la fel de bulversată de situație. Aceștia decid să-l contacteze pe prietenul lor Bill, de profesie fizician, pentru a-i cere ajutorul, iar Chris îi deschide ușa lui Mack, câinele familiei, să intre în casă. Câinele aleargă până sub pat și dispare, însă cei prezenți continuă să audă lătratul său.
Bill sosește la casa familiei Miller, iar cei doi bărbați mută patul pentru a putea investiga podeaua. Când această opțiune se dovedește inutilă, fizicianul examinează peretele din spatele patului. Mâna sa trece cu ușurință prin perete într-o altă dimensiune și desenează apoi - cu ajutorul unei crete - o graniță imaginară. Acesta le explică părinților că linii tridimensionale ajung uneori într-o poziție paralelă - mai degrabă decât perpendiculară - cu cea de-a patra dimensiune. Bill îi avertizează că nu cunoscut nimic despre lumea de dincolo, iar dacă ar decide s-o caute pe Tina în a patra dimensiune, s-ar pierde, deoarece realitatea se manifestă diferit.
Chris își strigă câinele, iar acesta o ghidează pe Tina spre el, dar cei doi nu reușesc să găsească intrarea. În ciuda avertismentelor lui Bill, Chris pătrunde în portal și ajunge în a patra dimensiune, un târâm cilindric și distorsionat. Bill îl sfătuiește să nu se miște. Chris îi găsește pe Tina și Mack, iar Bill îi trage înapoi în dormitor.
Bill îi explică că a pătruns doar prin jumătate din portal, deși impresia lui Chris era că se află într-o nouă dimensiune. Fizicianul bate în perete și confirmă că este solid. Portalul s-a închis după ieșirea lor. În ultima scenă, Bill îi spune acestuia: „Dacă ar fi trecut încă câteva secunde, jumătate din voi ar fi fost aici, iar cealaltă jumătate...”.